# モンスターズ/新種襲来
『モンスターズ/新種襲来』（モンスターズしんしゅしゅうらい、Monsters: Dark Continent、別題: Monsters 2: Dark Continent）は、2014年のイギリスのSF映画。トム・グリーン監督の長編デビュー作で、出演はジョニー・ハリスとサム・キーリーなど。2010年の映画『モンスターズ/地球外生命体』の続編である。
2014年10月9日のロンドン映画祭でのプレミア上映後、当初イギリスでは同年11月28日に一般公開される予定だったが、最終的に2015年5月1日まで公開は延期された。日本では2016年1月9日に劇場公開された。

## ストーリー
地球外生命体を載せた宇宙探査機が地球へ到達してから16年が経った。前作ではメキシコに隔離されていた生命体も、現在では全世界に生息域を拡大しており、人類は未曽有の危機を迎えていた。中東では米軍による生命体への空爆が行われたが、それに巻き込まれた武装勢力と米軍との戦闘は激化し、今では人類共通の敵であるはずの生命体をそっちのけで人間同士の殺し合いが繰り広げられていた。
そんなある日、新しく派兵された二等兵のマイケルが所属している部隊に、危険地帯の深部で消息を絶った部隊の救出任務が下る。マイケルは歴戦の英雄であるフレイター二等軍曹と共に危険地帯へと足を踏み入れるが、そこで彼らを待ち受けていたのは武装勢力による罠と超巨大生命体との激しい戦闘だった。

## キャスト
※括弧内は日本語吹替
- ノア・フレイター二等軍曹: ジョニー・ハリス（辻親八）
- マイケル・パークス二等兵: サム・キーリー（野島健児）
- フランキー・マグワイア: ジョー・デンプシー
- カール・インケラール特技兵: カイル・ソーラー（稲垣拓哉）
- フォレスト軍曹: ニコラス・ピノック
- ショーン・ウィリアムズ二等兵: パーカー・ソーヤーズ（藤翔平）
- ハリル: フィリップ・アルディッティ
- アラ: ソフィア・ブテラ
- ケリー: ミカエラ・コエル

## 作品の評価
Rotten Tomatoesによれば、批評家の一致した見解は「『モンスターズ/新種襲来』は前作のような新鮮なアプローチと示唆に富んだサブテキスト（言外の意味）が欠けており、代わりに古臭い戦争映画の陳腐な表現に終始している。」であり、35件の評論のうち高評価は17%にあたる6件のみで平均して10点満点中4.04点を得ている。
Metacriticによれば、8件の評論のうち、高評価は1件、賛否混在は4件、低評価は3件で、平均して100点満点中42点を得ている。